# Sanremo Giovani 2020
La quattordicesima edizione televisiva del concorso Sanremo Giovani si è svolta a Sanremo il 17 dicembre 2020. L'evento è stato trasmesso su Rai 1 e RaiPlay, condotto da Amadeus con la partecipazione di Riccardo Rossi, e su Rai Radio 2 commentato in diretta da Ema Stokholma.
La serata finale è stata preceduta da cinque puntate dedicate alle semifinali, intitolate AmaSanremo, condotte sempre da Amadeus con la partecipazione di Riccardo Rossi ed Ema Stokholma.
Tra i 961 candidati ne sono stati selezionati 61, dei quali solo 20 sono arrivati alle semifinali. Di questi 20 artisti solo 10 sono arrivati in finale; questi ultimi si sono sfidati per aggiudicarsi i sei posti disponibili nella sezione Nuove Proposte del Festival di Sanremo 2021. Ad essi si sono aggiunti anche altri 2 cantanti provenienti da Area Sanremo.

## Cantanti
I 20 artisti che hanno preso parte alle semifinali nel programma AmaSanremo sono stati annunciati il 20 ottobre 2020.
| Interprete    | Canzone            | Autori                                               |
| ------------- | ------------------ | ---------------------------------------------------- |
| Alioth        | Titani             | M. Orsi e M. Fanizzi                                 |
| Avincola      | Goal!              | S. Avincola                                          |
| Chico         | Figli di Milano    | T. Zanello, M. Panteleo, G. Cantini e M. Trincheo    |
| Davide Shorty | Regina             | D. Sciortino, C. Guarcello, D. Savarese e E. Triglia |
| Folcast       | Scopriti           | D. Folcarelli, T. Colliva e R. Scogna                |
| Galea         | I nostri 20        | C. Guaglione, A. Filippetti e D. Bestonzo            |
| Gaudiano      | Polvere da sparo   | L. Gaudiano e F. Cataldo                             |
| Gavio         | La mia generazione | G. Cataldo e M. Rettani                              |
| Ginevra       | Vortice            | G. Lubrano e F. Fugazza                              |
| Greta Zuccoli | Ogni cosa sa di te | G. Zuccoli                                           |
| Hu            | Occhi Niagara      | F. Ferracuti e S. Privitera                          |
| I Desideri    | Lo stesso cielo    | A. Maiello, S. Iadicicco, G. Iadicicco e M. Rettani  |
| Le Larve      | Musicaeroplano     | J. Castagna, F. Gardini e S. Maura                   |
| M.e.r.l.o.t   | Sette volte        | M. Schiavone                                         |
| Murphy        | Equilibrio         | G. Francavilla e E. Barone                           |
| Nova          | Giovani noi        | D. Ferlito e P. Muscolino                            |
| Scrima        | Se ridi            | F. Scrima, D. Conti, F. Faviano e A. Forte           |
| Sissi         | Per farti paura    | M. Consigli, G. Miccolupi e D. Fanelli               |
| Thomas Cheval | Acqua minerale     | T. Cheval e M. Mantovani                             |
| Wrongonyou    | Lezioni di volo    | M. Zitelli, A. Al Kassem e R. Sciré                  |

## Semifinali –AmaSanremo
Le semifinali si sono svolte all'interno delle cinque puntate in seconda serata del programma AmaSanremo, condotte da Amadeus con Riccardo Rossi ed Ema Stokholma, in onda su Rai 1 e Rai Radio 2 ogni giovedì dal 29 ottobre al 26 novembre 2020 dallo Studio B della Rai in Via Asiago a Roma. Dei 20 artisti selezionati e giunti in semifinale, solo 10 hanno avuto accesso alla finale del 17 dicembre.

### Prima semifinale
In questa puntata si sono esibiti i primi 4 artisti, dove 2 artisti sono passati alla finale con votazione da parte della Giuria televisiva, il televoto e dalla Commissione musicale del Festival.
     Accede alla finale
| Ordine di uscita | Interprete  | Canzone            | Giuria televisiva | Giuria televisiva | Televoto | Commissione musicale | Totale |
| ---------------- | ----------- | ------------------ | ----------------- | ----------------- | -------- | -------------------- | ------ |
| 1                | M.e.r.l.o.t | Sette volte        | 29                | 21,48%            | 45,80%   | 19,25%               | 29,02% |
| 2                | Ginevra     | Vortice            | 36                | 26,67%            | 10,00%   | 30,43%               | 22,24% |
| 3                | Wrongonyou  | Lezioni di volo    | 40                | 29,63%            | 20,63%   | 31,06%               | 27,04% |
| 4                | Gavio       | La mia generazione | 30                | 22,22%            | 23,57%   | 19,25%               | 21,70% |

| Brano              | Barbarossa | Morgan | Venezi | Pelù | Totale |
| ------------------ | ---------- | ------ | ------ | ---- | ------ |
| Sette volte        | 6          | 9      | 8      | 6    | 29     |
| Vortice            | 9          | 10     | 10     | 7    | 36     |
| Lezioni di volo    | 10         | 10     | 10     | 10   | 40     |
| La mia generazione | 6          | 8      | 7      | 9    | 30     |

Ospite: Arisa con Sincerità e La notte

### Seconda semifinale
In questa puntata si sono esibiti altri 4 artisti, dove 2 artisti sono passati alla finale con lo stesso sistema di voto utilizzato nella prima semifinale.
     Accede alla finale
| Ordine di uscita | Interprete    | Canzone            | Giuria televisiva | Giuria televisiva | Televoto | Commissione musicale | Totale |
| ---------------- | ------------- | ------------------ | ----------------- | ----------------- | -------- | -------------------- | ------ |
| 1                | Thomas Cheval | Acqua minerale     | 34                | 24,46%            | 7,99%    | 18,30%               | 16,83% |
| 2                | Greta Zuccoli | Ogni cosa sa di te | 34                | 24,46%            | 54,86%   | 32,68%               | 37,51% |
| 3                | Le Larve      | Musicaeroplano     | 38                | 27,34%            | 17,25%   | 32,68%               | 25,67% |
| 4                | Scrima        | Se ridi            | 33                | 23,74%            | 19,90%   | 16,34%               | 19,99% |

| Brano              | Barbarossa | Morgan | Venezi | Pelù | Totale |
| ------------------ | ---------- | ------ | ------ | ---- | ------ |
| Acqua minerale     | 7          | 10     | 7      | 10   | 34     |
| Ogni cosa sa di te | 9          | 10     | 7      | 8    | 34     |
| Musicareoplano     | 10         | 9      | 10     | 9    | 38     |
| Se ridi            | 6          | 10     | 10     | 7    | 33     |

Ospite: Rocco Hunt con Nu juorno buono

### Terza semifinale
In questa puntata si sono esibiti altri 4 artisti, dove 2 artisti sono passati alla finale con lo stesso sistema di voto utilizzato nelle semifinali precedenti.
     Accede alla finale
| Ordine di uscita | Interprete | Canzone          | Giuria televisiva | Giuria televisiva | Televoto | Commissione musicale | Totale |
| ---------------- | ---------- | ---------------- | ----------------- | ----------------- | -------- | -------------------- | ------ |
| 1                | Gaudiano   | Polvere da sparo | 37                | 27,21%            | 39,43%   | 33,56%               | 33,46% |
| 2                | I Desideri | Lo stesso cielo  | 28                | 20,59%            | 39,78%   | 16,78%               | 25,86% |
| 3                | Sissi      | Per farti paura  | 38                | 27,94%            | 9,59%    | 32,21%               | 23,11% |
| 4                | Murphy     | Equilibrio       | 33                | 24,26%            | 11,19%   | 17,45%               | 17,57% |

| Brano            | Barbarossa | Morgan | Venezi | Pelù | Totale |
| ---------------- | ---------- | ------ | ------ | ---- | ------ |
| Polvere da sparo | 10         | 9      | 8      | 10   | 37     |
| Lo stesso cielo  | 7          | 7      | 6      | 8    | 28     |
| Per farti paura  | 8          | 10     | 10     | 10   | 38     |
| Equilibrio       | 7          | 9      | 8      | 9    | 33     |

Ospite: Malika Ayane con Come foglie e Adesso e qui (nostalgico presente)

### Quarta semifinale
In questa puntata si sono esibiti altri 4 artisti, dove 2 artisti sono passati alla finale con lo stesso sistema di voto utilizzato nelle semifinali precedenti.
     Accede alla finale
| Ordine di uscita | Interprete | Canzone         | Giuria televisiva | Giuria televisiva | Televoto | Commissione musicale | Totale |
| ---------------- | ---------- | --------------- | ----------------- | ----------------- | -------- | -------------------- | ------ |
| 1                | Hu         | Occhi Niagara   | 37                | 28,46%            | 24,43%   | 33,33%               | 28,70% |
| 2                | Avincola   | Goal!           | 36                | 27,69%            | 32,57%   | 33,33%               | 31,21% |
| 3                | Nova       | Giovani noi     | 26                | 20,00%            | 26,76%   | 16,67%               | 21,20% |
| 4                | Chico      | Figli di Milano | 31                | 23,85%            | 16,24%   | 16,67%               | 18,89% |

| Brano           | Barbarossa | Morgan | Venezi | Pelù | Totale |
| --------------- | ---------- | ------ | ------ | ---- | ------ |
| Occhi Niagara   | 10         | 8      | 9      | 10   | 37     |
| Goal!           | 10         | 10     | 9      | 7    | 36     |
| Giovani noi     | 6          | 8      | 6      | 6    | 26     |
| Figli di Milano | 7          | 8      | 6      | 10   | 31     |

Ospite: Marco Masini con Disperato e L'uomo volante

### Quinta semifinale
In questa puntata si sono esibiti gli ultimi 4 artisti, dove 2 artisti sono passati alla finale con lo stesso sistema di voto utilizzato nelle semifinali precedenti.
     Accede alla finale
| Ordine di uscita | Interprete    | Canzone     | Giuria televisiva | Giuria televisiva | Televoto | Commissione musicale | Totale |
| ---------------- | ------------- | ----------- | ----------------- | ----------------- | -------- | -------------------- | ------ |
| 1                | Folcast       | Scopriti    | 36                | 26,09%            | 33,55%   | 32,89%               | 30,87% |
| 2                | Alioth        | Titani      | 30                | 21,74%            | 13,39%   | 16,45%               | 17,15% |
| 3                | Galea         | I nostri 20 | 39                | 28,26%            | 17,21%   | 32,24%               | 25,82% |
| 4                | Davide Shorty | Regina      | 33                | 23,91%            | 35,85%   | 18,42%               | 26,16% |

| Brano       | Barbarossa | Morgan | Venezi | Pelù | Totale |
| ----------- | ---------- | ------ | ------ | ---- | ------ |
| Scopriti    | 9          | 10     | 9      | 8    | 36     |
| Titani      | 6          | 7      | 7      | 10   | 30     |
| I nostri 20 | 10         | 9      | 10     | 10   | 39     |
| Regina      | 7          | 8      | 10     | 8    | 33     |

Ospite: Leo Gassmann con Vai bene così

## Finale
La finale del concorso è andata in onda il 17 dicembre 2020 in diretta su Rai 1 dal Teatro del Casinò di Sanremo con la conduzione di Amadeus e Riccardo Rossi.
I 10 concorrenti sono stati votati dalla commissione musicale del Festival, da una giuria televisiva riunita per l'occasione e dal televoto. Sono stati così decretati i 6 artisti che hanno acceduto alla sezione Nuove proposte del Festival di Sanremo 2021, insieme ai due finalisti di Area Sanremo.
     Accede al Festival di Sanremo 2021
| Ordine di uscita | Interprete    | Canzone            | Giuria televisiva | Giuria televisiva | Televoto | Commissione musicale | Totale |
| ---------------- | ------------- | ------------------ | ----------------- | ----------------- | -------- | -------------------- | ------ |
| 1                | Folcast       | Scopriti           | 28                | 10,65%            | 11,81%   | 12,41%               | 11,62% |
| 2                | Greta Zuccoli | Ogni cosa sa di te | 28                | 10,65%            | 11,98%   | 12,41%               | 11,68% |
| 3                | Wrongonyou    | Lezioni di volo    | 30                | 11,41%            | 7,26%    | 12,41%               | 10,33% |
| 4                | Gaudiano      | Polvere da sparo   | 29                | 11,03%            | 10,71%   | 12,41%               | 11,38% |
| 5                | I Desideri    | Lo stesso cielo    | 20                | 7,60%             | 15,03%   | 6,20%                | 9,67%  |
| 6                | Avincola      | Goal!              | 24                | 9,13%             | 10,64%   | 12,41%               | 10,72% |
| 7                | Hu            | Occhi Niagara      | 30                | 11,41%            | 5,80%    | 12,41%               | 9,83%  |
| 8                | M.e.r.l.o.t   | Sette volte        | 21                | 7,98%             | 7,76%    | 6,20%                | 7,32%  |
| 9                | Davide Shorty | Regina             | 25                | 9,51%             | 13,55%   | 6,70%                | 9,95%  |
| 10               | Le Larve      | Musicaeroplano     | 28                | 10,65%            | 5,46%    | 6,45%                | 7,50%  |

| Brano              | Barbarossa | Venezi | Pelù | Totale |
| ------------------ | ---------- | ------ | ---- | ------ |
| Scopriti           | 10         | 9      | 9    | 28     |
| Ogni cosa sa di te | 9          | 10     | 9    | 28     |
| Lezioni di volo    | 10         | 10     | 10   | 30     |
| Polvere da sparo   | 10         | 9      | 10   | 29     |
| Lo stesso cielo    | 6          | 7      | 7    | 20     |
| Goal!              | 8          | 8      | 8    | 24     |
| Occhi Niagara      | 10         | 10     | 10   | 30     |
| Sette volte        | 7          | 7      | 7    | 21     |
| Regina             | 8          | 10     | 7    | 25     |
| Musicaeroplano     | 9          | 9      | 10   | 28     |

Ospiti: Fiorello (in collegamento video), i 26 artisti della sezione Campioni del Festival di Sanremo 2021

## Giuria
La giuria è composta da:
- Luca Barbarossa
- Morgan[4]
- Piero Pelù
- Beatrice Venezi

## Commissione musicale
La commissione musicale incaricata di selezionare gli artisti per Sanremo Giovani è stata composta da:
- Amadeus
- Gianmarco Mazzi
- Claudio Fasulo
- Massimo Martelli
- Leonardo de Amicis

## Premi e riconoscimenti
- Premio TIMmusic: I Desideri con Lo stesso cielo

## Ascolti
| Puntate         | Messa in onda    | Telespettatori | Share  |
| --------------- | ---------------- | -------------- | ------ |
| AmaSanremo      | 29 ottobre 2020  | 2 047 000      | 11,60% |
| AmaSanremo      | 5 novembre 2020  | 1 938 000      | 10,30% |
| AmaSanremo      | 12 novembre 2020 | 1 911 000      | 9,62%  |
| AmaSanremo      | 19 novembre 2020 | 1 935 000      | 10,40% |
| AmaSanremo      | 26 novembre 2020 | 1 039 000      | 9,45%  |
| Media           | Media            | 1 774 000      | 10,27% |
| Sanremo Giovani | 17 dicembre 2020 | 1 878 000      | 10,18% |